# 富邦凹子底
22°40′N 120°18′E / 22.66°N 120.30°E
富邦凹仔底是富邦人壽一座興建中的摩天大樓，位於臺灣高雄市鼓山區博愛二路與大順一路間，大型地上權開發案，基地原為舊龍華國小 ，2018年3月7日開標由富邦人壽得標，5月10日完成簽約。 開發案土地面積約11,636坪，將打造一座融合商場、旅館、辦公室及水族館的商業綜合體，建築設計由三菱地所設計負責，將為一座地下6層地上47層的建築物。2020年12月3日富邦集團與三地集團簽約，將開發案中的水族館交由三地集團旗下的南仁湖企業經營，未來將會是高雄第三高樓。2022年3月23日補辦動土典禮，2023年2月確定商場將由漢神百貨進駐，成為高雄市第三間漢神百貨購物中心。柏文健康事業 （页面存档备份，存于）向富邦人壽承租20年，總面積達7,000坪之商場空間，未來旗下「健身工廠」、「人體工房」、「滾吧」、「肖跳」、「鐳射戰場」及「S klub兒童體適能俱樂部」六大事業品牌將同時進駐，且再打造南台灣唯一符合國際標準之滑冰場，此一滑冰場為南臺灣最大冰宮，未來可兼具娛樂、休閒，又可舉辦國際冰上曲棍球賽事。
2023年6月，韓國的三星物產與台灣的宏昇營造組成聯合體，贏得了施工訂單。建設成本約1兆韓元，三星物產的股份約7,500億韓元。